# 조식 (도교)
조식(調息)은 도교의 수행법 중의 하나로, 복기(服氣)라고도 한다. 조식은 정신을 평안하게 하는 일종의 호흡법이다. 조식은 천지 사이에 널리 퍼져 있는 "원기(元氣)"를 흡입하여 체내에 저장함으로써 인간의 신체에 불사(不死)를 가져오게 하는 수법이라는 점에 의의가 있다. 벽곡(辟穀)을 소극적 수행법이라 한다면 조식은 적극적 수행법이다.
- 평범한 사람이 어느 순간 바로 벽곡을 하기는 힘들 것 같고, 특정 시기가 되면 한, 두달도 할 수 있다고 한다.
토납(吐納) 또는 태식(胎息)도 조식(調息) 또는 복기(服氣)에 포함되는데, 태아가 모체 안에서 호흡하는 것과 같이 기(氣)를 코로 한번 깊게 들이마시면 일단 쉬고 마음 속으로 조용히 120을 세고 그 후 입으로 숨을 내쉴 때에는 털(氣毛)을 코나 입에 가져다 대어도 입김에 날리지 않게 되는 상태를 태식이라 한다. 이는 언제나 행하는 것이 아니라 야반(夜半：子時)부터 정오(正午：午時) 사이에 생기(生氣)가 충만할 때만 효험이 있다고 한다(《포박자석체편(抱朴子釋滯篇)》).
- 그러나 숨을 멈추는 것은 그다지 좋은 방법이 아니다. 숨을 멈추면 여러 가지 부작용이 있다. 물론 잘 연습하면 3시간에 한 번 호흡할 수도 있다. 하지만 1분 근처 대의 호흡이 적당하다고 생각한다. 3시간에 한 번 호흡한다면 몸에 문제가 생길 가능성이 상당하다. 오랜 시간의 안정적인 호흡이 필요하기도 하지만, 기를 모으는 일이 가장 중요하다. 호흡할 때 배꼽 아래 3cm부근에 집중한다. 그리고 다른 생각은 안 하는 것이 좋다.
즉, 기(氣)는 우주현상의 근원이고 모든 물질과 에너지의 뿌리가 되는 힘(力)이며, 철학적 실체인 기(氣)로서, 이 조식법을 잘 수련하면 우주자연(宇宙自然)과 일체가 될 수 있어 자연과 더불어 불로장생한다고 믿는다. 이조단학파의 정렴이 저술한 《용호비결(龍虎秘訣)》에도 이 점을 강조하고 있다. 또 조식(調息) 또는 복기(服氣)에는 고체복기법(固體服氣法) · 액체(液體)복기법 · 연진법(燕津法) · 복기조식법(服氣調息法) · 주천화후(周天火候)라 하여 대주천법(大周天法)과 소주천법(小周天法)으로 나누는 등 그 기법(技法)은 극히 복잡하다. 고도의 수련이 된 사람은 계연법(繫緣法) · 태식법(胎息法) · 제호법(臍呼法) · 연기법(嚥氣法) · 행기법(行氣法) · 연기법(練氣法) · 포기법(布氣法) · 폐기법(閉氣法) · 위기법(委氣法) 등도 행한다.

## 같이 보기
- 단전호흡 - 단전호흡을 조식법이라고도 한다.
- 수식법 - 불교의 호흡법
- 요가 - 중국의 조식법에 대해, 인도의 요가가 있다. 둘 다 호흡법이다. 요가는 지식법이라고도 부른다.

## 참고 문헌
- 이 문서에는 다음커뮤니케이션(현 카카오)에서 GFDL 또는 CC-SA 라이선스로 배포한 글로벌 세계대백과사전의 "종교·철학 > 한국의 종교 > 한국의 도교 > 한국도교의 의식·수행 > 복기" 항목을 기초로 작성된 글이 포함되어 있습니다.
- 이 문서에는 다음커뮤니케이션(현 카카오)에서 GFDL 또는 CC-SA 라이선스로 배포한 글로벌 세계대백과사전의 "종교·철학 > 세계의 종교 > 도교 > 도교 > 수행법·의례 > 조식" 항목을 기초로 작성된 글이 포함되어 있습니다.